# Trigonophyllum bicorne
Trigonophyllum bicorne là một loài thực vật có mạch trong họ Hymenophyllaceae. Loài này được (Hook.) Pic. Serm. miêu tả khoa học đầu tiên năm 1977.